# Walker Percy
Walker Percy (28. května 1916, Birmingham – 10. května 1990, Covington) byl americký spisovatel a filosof. Navázal na tradici jižanské prózy a jeho dílo bylo ovlivněno existencialistickými autory jako Søren Kierkegaard, Gabriel Marcel nebo Jean-Paul Sartre.
Byl potomkem senátora LeRoye Percyho. Byl vychováván v presbyteriánském prostředí, avšak v roce 1947 konvertoval k římskokatolické církvi.
Vystudoval medicínu na Kolumbijské univerzitě a pracoval v newyorské nemocnici Bellevue. V roce 1942 se při práci nakazil tuberkulózou, musel ze zdravotnictví odejít a stal se profesionálním spisovatelem. Ve svém díle komentoval poválečnou modernizaci amerického Jihu, spolupracoval s redaktorem Stanleym Kauffmannem a zdrojem inspirace pro něj byla sémiotika Charlese Sanderse Peirce a historické práce Shelbyho Foota.
Za psychologický román Věčný divák (Moviegoer) získal v roce 1962 National Book Award. Přednášel na Loyola University New Orleans. V roce 1987 byl jedním ze zakladatelů spisovatelského sdružení Fellowship of Southern Writers.
Jako první doporučil k vydání knihu Johna Kennedyho Toolea Spolčení hlupců.